# Wrattenaalscholver
De wrattenaalscholver (Leucocarbo carunculatus, synoniem: Phalacrocorax carunculatus) is een vogel uit de familie Phalacrocoracidae (Aalscholvers).

## Kenmerken
De vogel is gemiddeld 76 cm lang. Deze aalscholver is van boven zwart met een blauwe metaalglans. Van onder is hij wit en de poten zijn roze. Op de vleugel bevinden zich witte vlekken. Boven de snavelbasis zitten oranje gele lellen (wratten).

## Verspreiding en leefgebied
Deze soort is endemisch in Nieuw-Zeeland op het Zuidereiland. Ongeveer 85% van de populatie broedt in vijf verschillende broedkolonies die liggen op kleine rotseilanden langs de kust.

## Status
De wrattenaalscholver heeft een beperkt broedgebied en daardoor is de kans op uitsterven aanwezig. De grootte van de populatie werd in 2015 geschat op 350 tot 1500 individuen en de populatie-aantallen nemen af door verstoring door toeristen. Als de aalscholvers wegvliegen van de broedplaatsen, worden de eieren en kuikens door meeuwen gepredeerd. Verder is de visserij met staande netten in de buurt van de kolonies een gevaar. Om deze redenen staat deze soort als kwetsbaar op de Rode Lijst van de IUCN.

Kolonies van wrattenaalscholvers
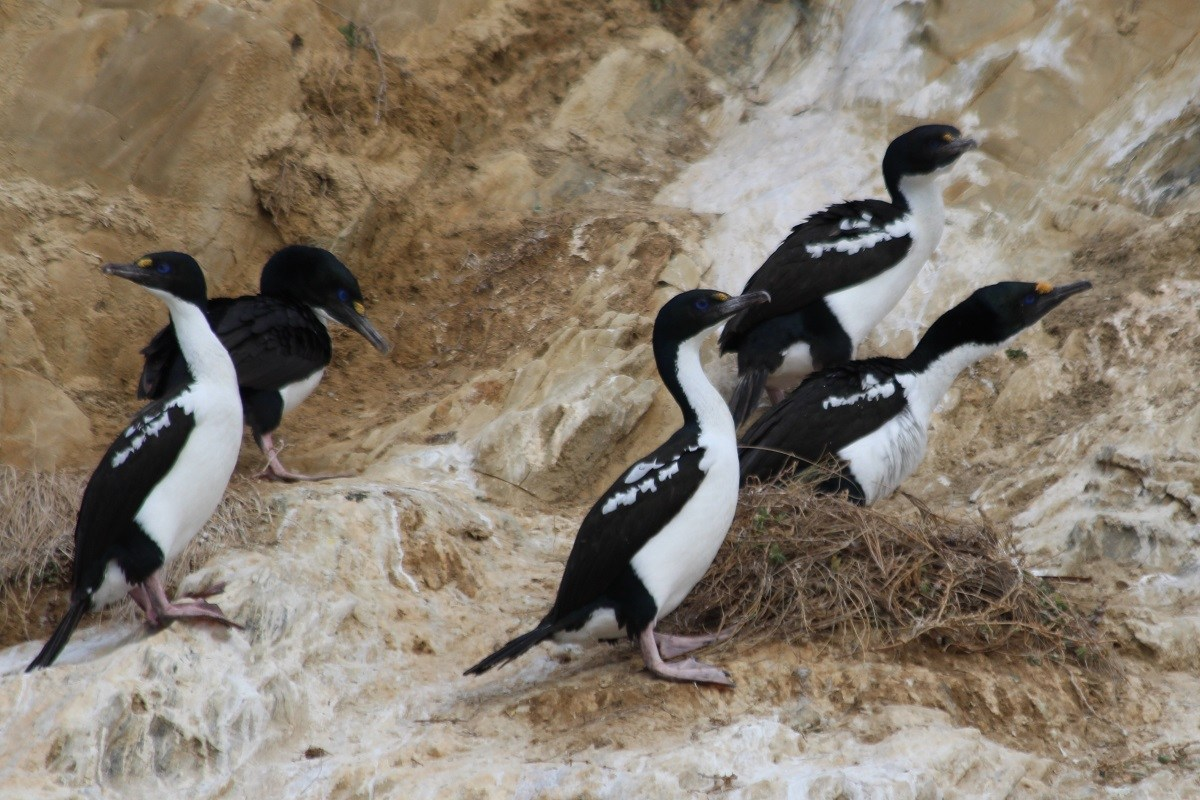
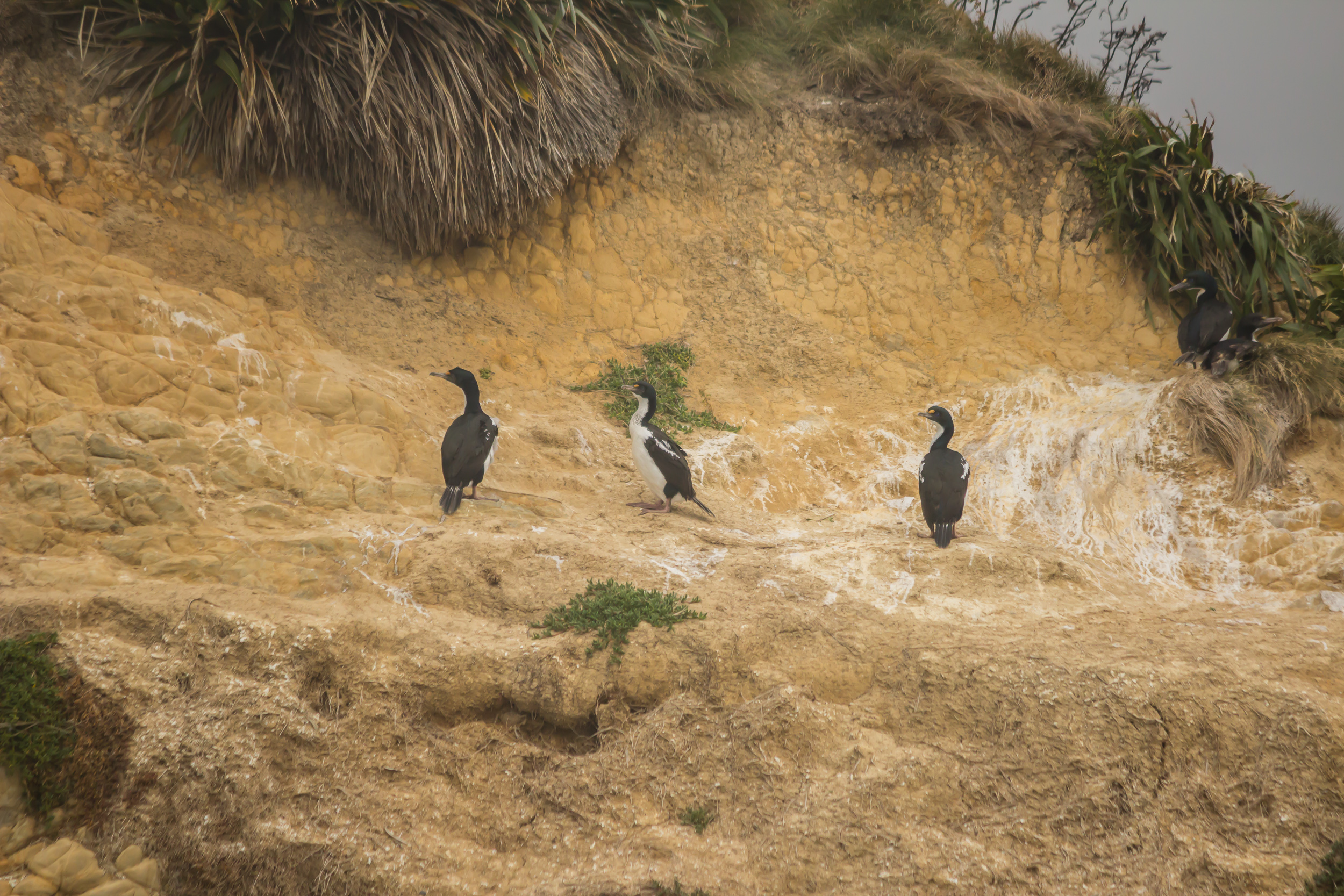